# 보은군의 향토유적
보은군의 향토유적은 다음 각 호에 해당하는 것을 말한다.
1. 「문화재보호법」 및 「충청북도문화재보호조례」에 지정되지 아니한 향토적 민족유산으로서 역사적, 예술적, 학술적 가치가 있는 것과 이에 준하는 자료
2. 향후 문화재로서 보존가치가 있을 것으로 기대되는 유적
3. 향토문화·토속·풍속을 연구하는데 필요한 자료

## 참고 문헌
- 보은군 홈페이지 - 고시/공고